# 우는 천사
우는 천사(Weeping Angels)는 닥터 후 시리즈에 등장하는 외계 종족이다. 울고있는 천사라고도 한다.

## 개요
우는 천사는 스티븐 모팻이 집필한 닥터 후의 뉴 시즌 3 에피소드 10 《Blink》 편에서 처음 등장했으며 전 우주에 걸쳐 존재하는 외계 종족이다. '양자 잠금'이라는 방어 체계를 가지고 있어서 누군가의 시야에 들어서 관찰될 때는 돌이 되어 움직이지 못하는 천사 석고상이지만 아무에게도 관찰되지 않을 때 움직일 수 있으며 단순히 어두워서 안 보이거나 사람이 눈을 깜박이는 짧은 순간에 마저도 엄청난 속도로 움직일 수 있다. 또한 우는 천사 스스로가 원격으로 기계장치를 조작하는 능력을 가지고 있어서 전구를 꺼버릴 수도 있다. 하지만 우는 천사가 서로가 서로를 바라보게 되면 영원히 굳어버리기 때문에 평소에는 눈을 가리고 있다. 눈을 가리고 있는 모습이 우는 모습과 닮았다 하여 이름이 '우는 천사'이며 평생 서로를 볼 수 없기 때문에 '외로운 암살자'라는 별명도 가지고 있다.
우는 천사는 '시간 에너지'를 먹고살며, 눈을 깜박이는 아주 짧은 순간동안 엄청난 속도로 달려들어 사냥감을 과거로 날려보내고, 그 행위를 통해 생성된 시간 에너지를 먹어치운다.
우는 천사는 자신의 주변에 있는 '우는 천사'라는 이미지를 가진 대상을 실체화 시킬 수 있다. 따라서 우는 천사가 찍힌 사진이나 TV 화면이 실제 우는 천사로 변해서 화면을 뚫고 나올 수도 있으며 단순히 우는 천사라는 이미지뿐만 아니라 '석상'이라는 이미지를 가진 것마저도 우는 천사로 바꿔버릴 수 있다.

## 등장

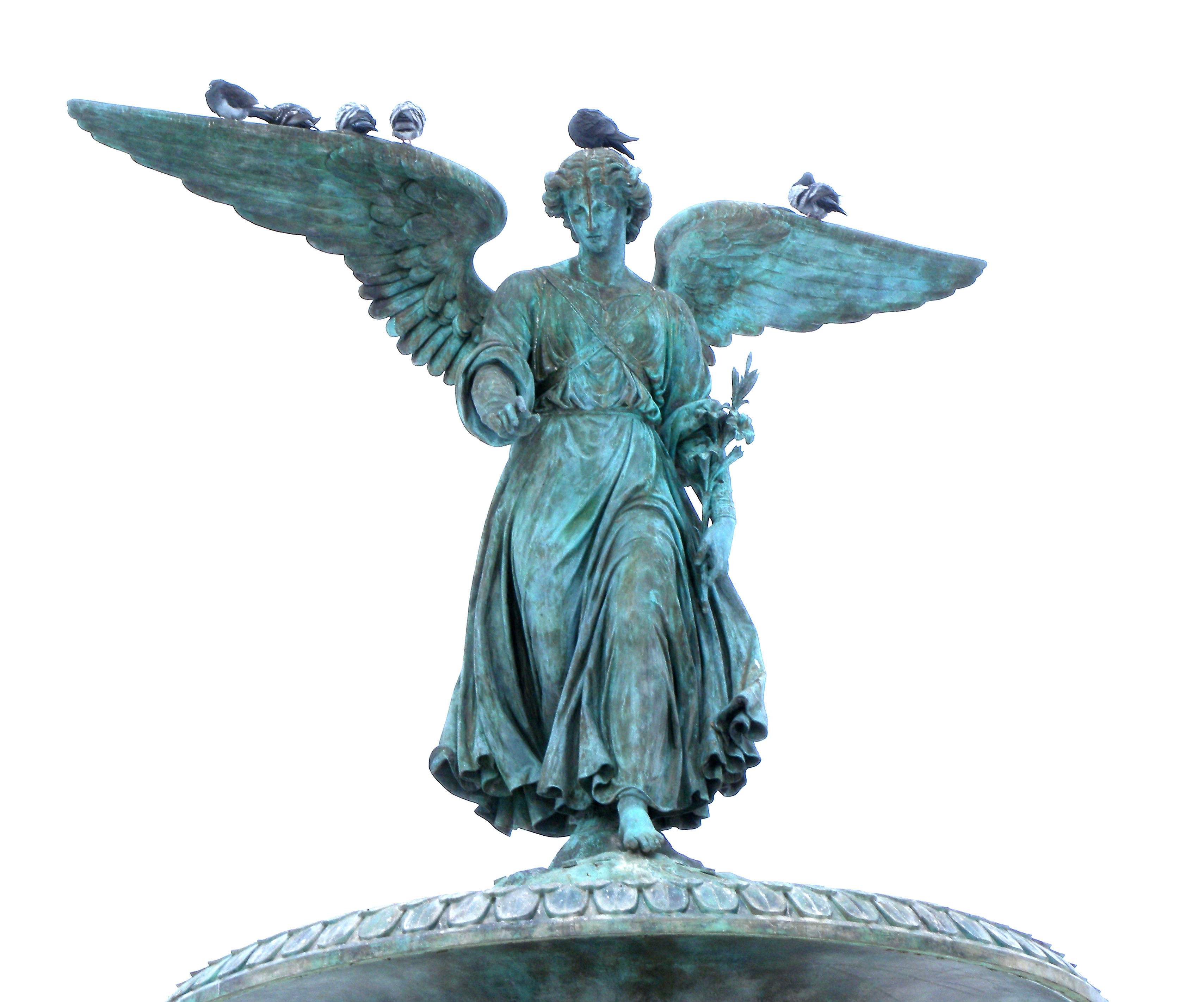
시즌7 "The Angels Take Manhattan"에서 우는 천사로 등장한 물의 천사

### 닥터 후
- "Blink" (2007)
- "The Time of Angels" / "Flesh and Stone" (2010)
- "The Angels Take Manhattan" (2012)
- "Once, Upon Time" (2021)
- "Village of the Angels" (2021))

#### 부연 등장
- "The God Complex" (2011)
- "The Time of the Doctor" (2013)
- "Hell Bent" (2015)
- "Revolution of the Daleks" (2021)
- "The Halloween Apocalypse" (2021)
- "Survivors of the Flux" (2021)

## 평가
2012년 라디오 타임스가 실시한 '닥터후의 팬들이 가장 좋아하는 몬스터(fans’ favourite ever monsters)' 투표에서 우는 천사가 49.4%로 1위를 차지하였으며 '역대 가장 무서운 TV 캐릭터'중 3위로도 선정된 바 있다.

## 같이 보기
- 닥터 후